# Маргеріт Лонґ
Марґері́т Лонґ (Marguerite Long; *13 листопада 1874, Нім — †13 лютого 1966) — французька піаністка.
Народилася в Німі, Франція. Навчалася в Анрі Фіссо в Паризькій консерваторії, закінчивши її 1891-го з premier prix. З 1906 по 1940 рік викладала у Паризькій консерваторії, серед учнів — Жак Ферві, Віллем Іб, Самсон Франсуа, Зварт Саркіссян. У 1906-му одружилася з музикознавцем і офіцером армії Жозефом де Марльяфом. 1914-го стала вдовою, оскільки чоловік загинув на війні.
До репертуару Марґеріт Лонґ входили переважно твори французьких композиторів, а також Шопена і Шумана. Вона була особисто знайома з Дебюссі і Равелем, з останнім гастролювала у 1930-х, виконуючи його фортепіанний концерт, яким диригував автор. У ці ж роки знайомиться з композиторами «Французької шістки».
У 1950-ті роки 8 французьких композиторів подарували Марґеріт Лонґ на 80-ліття спільно написані «Варіації на ім'я Марґеріт Лонґ». Даріус Мійо так оцінив піаністку:

| Марґеріт Лонґ — артистка, яка присвятила себе Франції. Свою любов Вона віддала й сучасній музиці. Ось чому з почуттям вдячності ми зробили цей подарунок, вклавши в нього частку нашого серця. |.
Лонґ заснувала (укупі зі скрипалем Жаком Тібо) міжнародний конкурс піаністів і скрипалів, який тепер носить їхні імена.